# El Corsario Negro
El Corsario Negro (italiano: Il Corsaro Nero) es una novela de aventuras del escritor italiano Emilio Salgari. Es la primera obra del ciclo del Piratas de Caribe.
La acción se desarrolla en el mar Caribe durante el siglo XVII, en los años posteriores a 1686, época de esplendor de la piratería. Emilio de Roccanera, señor de Ventimiglia, más conocido como el Corsario Negro, ha jurado una terrible venganza por la muerte de sus hermanos (el Corsario Rojo y el Corsario Verde) a manos del gobernador de Maracaibo, el flamenco Van Guld. Y en su cruzada personal, el destino pone en su camino los ojos grises de una mujer de innegable belleza que será su perdición...

## Información sobre la novela
El escritor Emilio Salgari buscó su inspiración en la obra sobre historia de la piratería de Alexandre Olivier Exquemelin. El Corsario Negro, como ocurre con frecuencia a los protagonistas de sus novelas, se enamora de la hija de su enemigo, Honorata de Van Guld, con quien vivió un breve idilio. Fruto de su matrimonio fue Yolanda, protagonista de la tercera novela, junto con el antiguo lugarteniente del Corsario, Morgan. En los dos últimos títulos toma el relevo en el protagonismo de la serie Enrico di Ventimiglia (Enrique de Ventimiglia), el hijo del Corsario Rojo.
Salgari no se refiere a sus personajes como a los tradicionales piratas, que saquean, matan y destruyen con su típica fama de hombres crueles carentes de valores. Habla, más bien de hombres valientes que luchan por la justicia, que creen en el honor, la honestidad y el valor de la palabra. Dentro de la novela de Salgari a menudo aparecen en forma de personajes, verdaderos piratas de otros tiempos: Henry Morgan, El Olonés y Michel le basque. (llamado el Vasco)

## Argumento
Emilio di Rocanera, corsario en el navío Rayo y conocido por el sobrenombre del Corsario Negro, se encuentra con el vizcaíno Carmaux y Van Stiller, que le dan la mala noticia de que su hermano el Corsario Rojo ha sido ahorcado en Maracaibo por su gran enemigo el gobernador Wan Guld. El Corsario Negro acude para recuperar sus cuerpos a Maracaibo con sus dos acompañantes y en el camino por la selva capturan a un soldado español, quizá desertor, y se encuentran en una cabaña a un ermitaño negro y robusto llamado Moko, quien ayudará al Corsario Negro a recuperar el cadáver de su hermano, darle las debidas exequias y tirarlo al mar junto a su otro hermano muerto, el Corsario Verde. Tras conseguir los cuerpos, advierten su presencia y se esconden en una notaría; amordazan al notario para evitar que los delate; un grupo de personas intenta forzar la entrada; pero Carmaux pone un barril con pólvora en la puerta, le prende fuego y salen todos huyendo por los tejados de Maracaibo a la cabaña de Moko; esperan algunos días para que la guardia costera afloje su vigilancia, y cuando pueden volver al Relámpago, el Corsario Negro preside las honras fúnebres, arroja los cuerpos al mar y jura venganza contra toda la familia de Wan Guld. Luego va en busca de ayuda a la isla Tortuga. Durante la derrota atacan y capturan un barco español con una hermosa y noble joven a bordo, Honorata Willerman, duquesa de Weltrendrem. Es llevada cautiva a Tortuga, donde debe esperar el pago de su rescate. Aturdido por su belleza y espíritu, el Corsario la libera y los dos se enamoran rápidamente.
El corsario busca alianzas para saquear Maracaibo y logra la de François l'Olonnais y la del Vasco; en el violento asalto a Maracaibo, el Corsario y sus hombres persiguen a Wan Guld y se encuentran con indios que querían iniciar una guerra; los filibusteros esperan de noche, aparecen los españoles y los indios los matan; con esa distracción no planeada logran cruzar la parte más densa de la selva en medio de alimañas, arenas movedizas y caníbales. Siguen buscando a Wan Guld y cada vez se encuentran con más españoles muertos, lo que les hace pensar que por ahí pasaron hasta que llegan a la playa, donde ven a Wan Guld subir a una embarcación en la que logra huir; sin embargo, Carmaux encuentra una chalupa en la arena y los sigue hasta una isla en la que paran; aparece un barco español y los corsarios intentan tomarlo de noche, pero no lo consiguen y los capturan; el Conde de Lerma los libera, el Corsario se une al Olonés y a Moko para apoderarse de Gibraltar (Zulia), un rico puerto comercial en la angosta bahía de Maracaibo. Cuando entran al castillo, el Corsario mata al Conde de Lerma por ser español, ya que había jurado matar a todo español en Gibraltar. Logran apoderarse de esta población, pero Wan Guld consigue huir; en el puerto lo esperan Morgan y Honorata y es allí donde se entera de que esta es hija de Wan Guld. Desesperado a la vez por el amor y por la venganza jurada contra la familia de Wan Guld, y dividido entre el honor y el amor, embarca a la joven en un bote salvavidas y la abandona en el mar con enorme dolor. La novela termina con las palabras de Carmaux a su amigo van Stiller: «¡Mira hacia arriba! El corsario negro está llorando». Fue el único amor de su vida

## Adaptaciones cinematográficas
- Il corsaro nero (1920) de Vitale De Stefano
- Il corsaro nero (1928) de Rodolfo Ferro film incompleto
- Il corsaro nero (1937) de Amleto Palermi
- El corsario negro (1944) de Chano Urueta
- Il corsaro nero (1971) de Lorenzo Gicca Palli con Terence Hill y Bud Spencer
- Il corsaro nero (1976) de Sergio Sollima

## Títulos alternativos en español
- La Editorial La Nación la publicó como El pirata negro en 1913.
- La Editorial Saturnino Calleja publicó El Corsario Negro en dos volúmenes (antes de 1918[1]): El Corsario Negro y La venganza.
- La Editorial Molino, dentro de su colección Salgari, publicó El Corsario Negro en dos volumes: El Corsario Negro y La venganza(1955).
- La Editorial Nauta (Madrid) publicó  El Corsario Negro en un volumen: El Corsario Negro (1972).
- La Editorial GAHE, publicó El Corsario Negro en dos volumes: El Corsario Negro y La venganza(1975).
- Librería Porrúa (Colección Sepan Cuantos, México) publicó los 5 libros de la saga: El corsario negro (1975), La reina de los caribes (1976), Yolanda (1976), El hijo del corsario rojo (1987) y Los últimos filibusteros (1987).
- La Editorial ROH Press, publicó El Corsario Negro, La reina de los caribes, y Yolanda, la hija del Corsario Negro en un volumen: La trilogía del Corsario Negro. Versiones íntegras y anotadas (2014).
- La Editorial Cátedra, publicó El Corsario Negro dentro de su colección 'Letras Populares' en 2021.